# He nascut, però...
He nascut, però... (japonès: Otona no miru ehon - Umarete wa mita keredo (非常線の女)) és una pel·lícula japonesa en blanc i negre de 1932 dirigida per Yasujirō Ozu. Es va convertir en la primera de sis pel·lícules d'Ozu a guanyar el Premi de Crítics Kinema Junpo. Ozu més tard va refer la pel·lícula sota el títol de Good Morning. Els intertítols han estat traduïts al català.
La història de la pel·lícula se centra en dos joves germans i la seva fe en el seu pare, un oficinista, que és sacsejada pel que perceben com la seva admiració incondicional al cap.

## Sinopsi
La família Yoshi acaba de mudar-se als suburbis de Tòquio, prop d'on es troba el cap directe del pare Kennosuke (Tatsuo Saito), Iwasaki (Takeshi Sakamoto). Se suposa que els dos fills joves de Kennosuke, Keiji i Ryoichi (Tomio Aoki i Hideo Sugawara) van a l'escola, però a causa de les amenaces d'un grup de matons del barri i de l'escola, decideixen fer campana. Després que el professor parli amb el seu pare, Keiji i Ryoichi no tenen altra opció que anar a l'escola. Tracten de menjar ous de pardal per enfortir-perquè puguin tornar als nois, però un noi de lliurament, Kozou (Shoichi Kofujita), decideix ajudar-los a amenaçar els matons, i s'alcen com els gossos de la colla.
Un dels nens del barri és Taro (Seiichi Kato), el pare del qual és el propi Iwasaki. Els nois discuteixen entre ells qui té el pare més poderós. No gaire després, visiten la casa de Taro, on els treballadors d'oficina s'han reunit amb Iwasaki, que projecta algunes pel·lícules casolanes per a la diversió de la reunió. Els dos germans testifiquen en el cinema com el seu pare, que per a ells és sever i a qui ells miren cap amunt, juga el bufó davant els seus col·legues i el seu cap.
Humiliats, se'n van a casa i decideixen que el seu pare no és una persona tan important després de tot. Llancen una rebequeria enorme, i confronten al seu pare preguntant-li per què ell ha de arrossegar-se sota el pare de Taro. Kennosuke contesta que el pare de Taro és més ric i té una posició més alta que ell. Descontents amb aquesta resposta, els dos decideixen fer una vaga de fam. Ryoichi rep de mans del seu pare, però després que els nens s'han anat al llit, el pare li confia al seu l'esposa que no li agrada fer el que fa. Tots dos desitgen un futur millor per als seus fills.
L'endemà, els nens intenten una vaga de fam durant l'esmorzar, però sucumbeixen a un plat de dolç pastís. Kennosuke maneja una reconciliació amb ells. Els nens diuen que els agradaria ser tinent general i general, respectivament. En el seu camí a l'escola, veuen al pare de Taro en un cotxe, i insten al seu pare a pujar i saludar-lo. Mentre que Kennosuke pren un viatge còmode del cotxe a la feina, els germans caminen a l'escola amb Taro i la resta de la quadrilla.

## Repartiment
- Tatsuo Saitō com Chichi
- Tomio Aoki com Keiji
- Mitsuko Yoshikawa como Haha
- Hideo Sugawara com Ryoichi
- Takeshi Sakamoto com Juuyaku
- Teruyo Hayami como Fujin
- Seiichi Kato com Kodomo
- Shoichi Kofujita com Kozou
- Seiji Nishimura com Sensei